# Mikhail Mikhaylovich Lavrentyev
Mikhail Mikhaylovich Lavrentyev (em russo:  Михаи́л Миха́йлович Лавре́нтьев; Moscou, 21 de julho de 1932 – Novosibirsk, 16 de julho de 2010) foi um matemático russo, que trabalhou na área da física matemática.

## Formação
Filho do matemático e físico Mikhail Alekseevich Lavrentyev. Em 1955 completou seus estudos na Faculdade de Matemática e Mecânica da Universidade Estatal de Moscou. Foi então aspirante a este corpo docente, antes de em 1957 mudar-se para a cidade de pesquisas Akademgorodok próximo a Novosibirsk. Em 26 de novembro de 1968 tornou-se membro correspondente da Academia de Ciências da Rússia onde foi desde 29 de dezembro de 1981 um "acadêmico".
A atividade científica de Lavrentiev está intimamente relacionada com a história do departamento regional da Sibéria da Academia de Ciências. Foi um dos primeiros funcionários do instituto de matemática, no qual passou de funcionário científico a diretor do instituto. Ao longo dos anos teve um papel fundamental e significativo na solução de problemas matemáticos de geofísica no centro de computação do Departamento Regional da Sibéria da Academia de Ciências da União Soviética. Chefiou várias cátedras para métodos matemáticos em geofísica e teoria das funções e foi decano da Faculdade de Matemática e Mecânica da Universidade Estadual de Novosibirsk de 1979 a 1985. Cientista de renome mundial, fundou a maior escola científica de processos regressivos e problemas formulados incorretamente, que obteve reconhecimento mundial. De 1986 a 2002 foi diretor do Instituto de Matemática "S.L. Sobolew" em Novosibirsk, que faz parte do Ramo Regional da Sibéria da Academia de Ciências da Rússia.

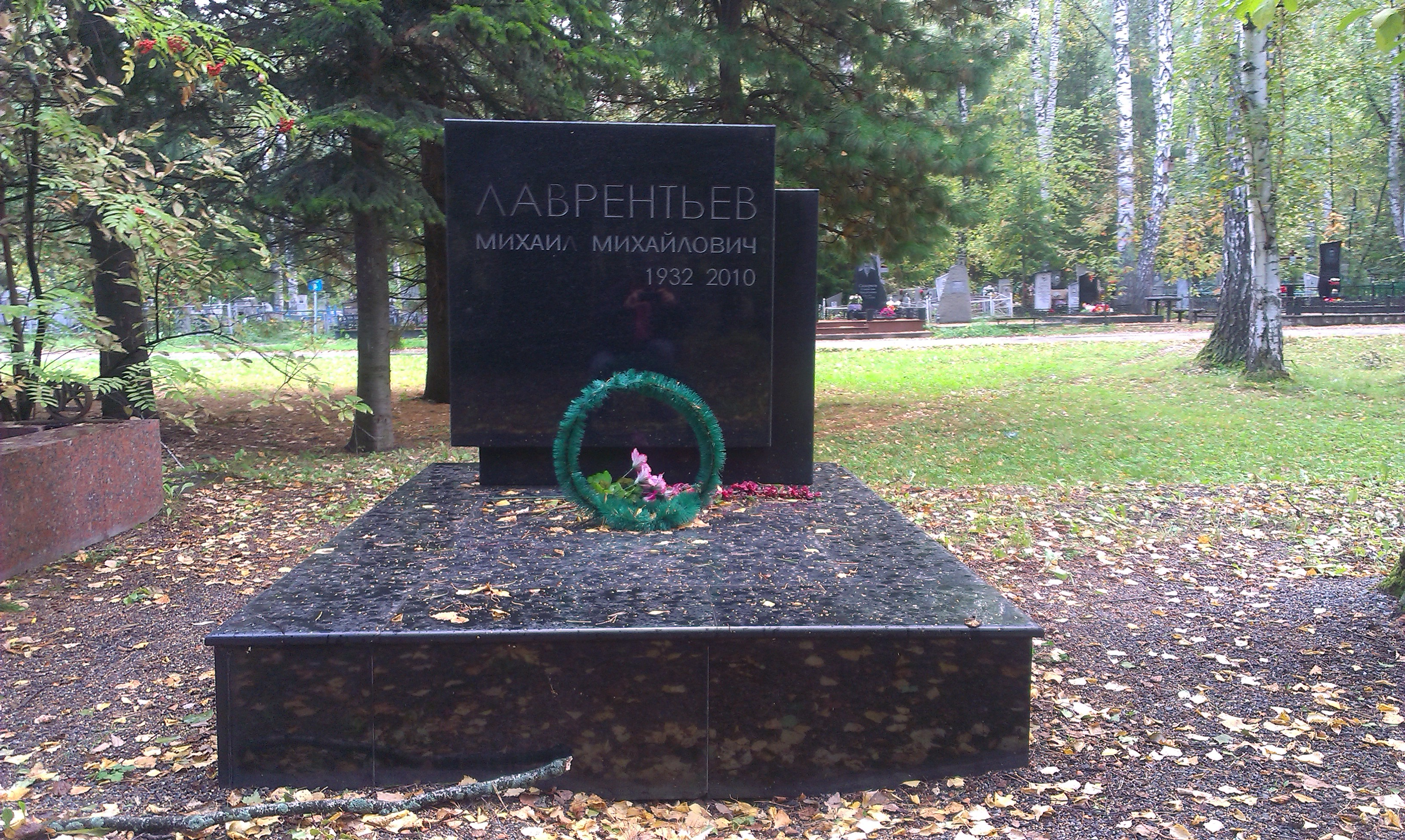
Sepultura de Mikhail Mikhaylovich Lavrentyev em Novosibirsk

## Honrarias
M. M. Lavrentiev foi considerado um importante promotor da ciência na Sibéria. Foi portador de significativos prêmios soviéticos e russos:
- Prêmio Lenin 1962
- Prêmio Estatal da URSS 1987
- Ordem da Revolução de Outubro
- Ordem da Bandeira Vermelha do Trabalho (duas vezes)
- Ordem por Mérito à Pátria (1999)
- Ordem de Honra (орден Почёта, 2007)

## Obras
- Some Improperly Posed Problems of Mathematical Physics, Springer Tracts in Natural Philosophy 11, Springer 1967
- com Vladimir G. Romanov, Vjaceslav G. Vasiliev: Multidimensional inverse problems for differential equations, Springer 1970
- com S. M. Zerkal, O. E. Trofimov: Computer modelling in tomography and ill posed problems, Utrecht u. a.: VSP 2001